# Marián Aguilera
Pour les articles homonymes, voir Aguilera.
Marián Aguilera est une actrice espagnole, née le 12 mars 1977 à Barcelone.

## Biographie
Marián Aguilera est la sœur de l'actrice Joanna Aguilera. Elle est connue pour son duo lesbien avec Laura Sánchez dans la série télévisée Los hombres de Paco.

## Filmographie
- 1989 : Crònica negra
- 1992 : El largo invierno
- 1994 : Quin curs el meu tercer! TV : Mònica
- 1997 : Tic Tac : Moon
- 1998 : Todos los hombres sois iguales TV
- 1998 : Il figlio di Sandokan TV
- 1999 : La Ville des prodiges (La ciudad de los prodigios) : Margarita Figa
- 2000 : Mucha mierda
- 1999-2000 : Laberint d'ombres TV : Rita
- 2001 : Honolulu Baby : Cleusa
- 2001 : Paraíso TV : Begoña
- 2001 : Tuno negro : Alumna novata
- 2001 : Esencia de poder TV : Alicia Galván
- 1997-2001 : Al salir de clase TV : Miriam
- 2002 : No debes estar aquí : Sonia
- 2003 : The Reckoning : l'amoureuse de Nicholas
- 2003 : Código fuego TV : Sandra
- 2004 : Las huellas que devuelve el mar : Sara
- 2004 : Tánger : Marisa
- 2004 : Tellement proches ! (Seres queridos) : Leni Dali
- 2004 : El inquilino TV : Mar
- 2005 : Otra vida : Ella
- 2006 : Válido para un baile
- 2007 : El prado de las estrellas : Luisa
- 2007 : Marqués Mendigo TV : Eugenia
- 2008 : Un poco de chocolate : Rosa
- 2008 : Lex TV : Silvia Castro
- 2005-2010 : Los hombres de Paco TV : Silvia Castro
- 2010 : Lo más importante de la vida es no haber muerto (Le plus important dans la vie, c'est de ne pas être mort) : Helena 50
- 2011 : Homicidios TV : Susana Rota
- 2011 : El último fin de semana : Sandra

## Théâtre
- 2010 : Mi Primera Vez